# Eugenio Bustos
Eugenio Bustos (fundado en 1845 como Villa Eugenio Bustos) es un distrito del departamento San Carlos, en la provincia de Mendoza, Argentina. 
Limita con el distrito de Villa Chacón al norte, con el distrito de La Consulta al noroeste, con el departamento de Tunuyán al oeste, con la Villa Cabecera de San Carlos al este, y con los distritos de Chilecito, Tres Esquinas y Pareditas al sur. Se ubica en el centro del departamento. Es la sede legislativa de San Carlos.

## Historia
Fue fundado en el año 1845. Su nombre deriva de un hacendado procedente de Renca, Provincia de San Luis, quien compró numerosas tierras que, años posteriores, su hija Celia Bustos donaría para la construcción de hospitales, escuelas, y viviendas. En sus inicios, la población creció gracias a la llegada del ferrocarril a petición del propio Eugenio Bustos, que con los años desaparecería con las reformas de la década de 1990. 
Eugenio Bustos hizo sus estudios en el “Colegio de la Inmaculada” dirigido por los Dominicos, en Santa Fe. Allí conoció a Fray Justo Santa María de Oro y Albarracín, quien lo orientó con sus consejos y lo motivó a venir a Mendoza. 
En 1840, Eugenio Bustos fue invitado a pasar una temporada en la estancia “El Melocotón de Tabanera" (hoy Campo de los Andes). Allí había un paso sobre el Río Tunuyán para ingresar a San Carlos, en la zona que los primeros habitantes llamaban “La Consulta” desde antes de 1700. El pionero recorrió tierras sancarlinas, apreció la inmensa llanura cultivable y la disposición de agua suficiente que podía tomar del río construyendo un  canal. En 1842 tomó posesión de la extensa tierra que acababa de comprar.

## Educación
Eugenio Bustos cuenta con un jardín de infantes nucleado "El Diamante", en el que se dicta el nivel pre-inicial e inicial obligatorio en el sistema argentino. Además, existen otros dos jardines privados; uno funciona junto al Colegio San Juan Bosco y el otro junto al Colegio Nuestra Señora del Huerto. Existen cinco escuelas de nivel primario, dos privadas y tres públicas: San Juan Bosco, Nuestra Señora del Huerto, Bernardo Quiroga, Emilio Manso y Vicente Ortiz respectivamente. El nivel secundario cuenta con tres escuelas, dos privadas y una pública: San Juan Bosco, Nuestra Señora del Huerto, e Ingeniero Miguel Natalio Firpo, respectivamente.
Desde 1988, existe el Instituto de Nivel Superior "Rosario Vera Peñaloza", de carácter público y gratuito , que brinda formación profesional en múltiples áreas:

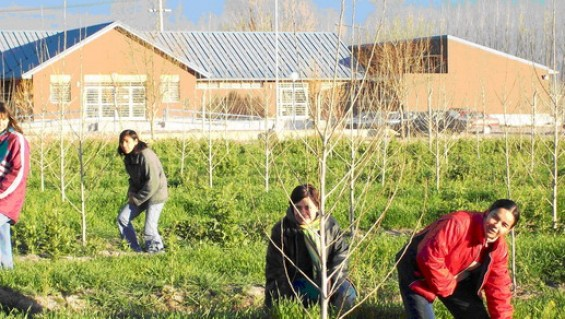
Estudiantes de agronomía del Terciario Vera Peñaloza

- Área de Arte: Formación integral en el campo del área docente: Profesorado de Música, Profesorado Artes Visuales.
- Área de Formación Básica: Capacitación integral del área docente a través de los Profesorados de Educación Inicial, y Educación Primaria.
- Área de Ciencias Sociales: Profesorado de Inglés, Ciencias Económicas y Profesorado de Lengua y Literatura.
- Área de Formación Técnica: Tecnicaturas en Instalación y Reparación de Equipos Informáticos, Viverismo, Forestación y Agronomía.

La Biblioteca Pública "Dionisio Chaca" cuenta, además, con más de 15.000 libros y una sala de computación que sirve de apoyo a toda la comunidad que la solicite.

## Salud
En Eugenio Bustos se encuentra el único hospital del departamento, "Dr. Victorino Tagarelli", con una guardia pediátrica y clínica permanente, además de otras especialidades. Debido al fuerte crecimiento de la población, su antiguo edificio debió reemplazarse por uno nuevo, ahora funcionando frente al parque Dr. Raúl Alfonsín (parque central) de este mismo distrito con mucha innovación tecnológica y la inclusión de un helipuerto frente al hospital.

## Transporte

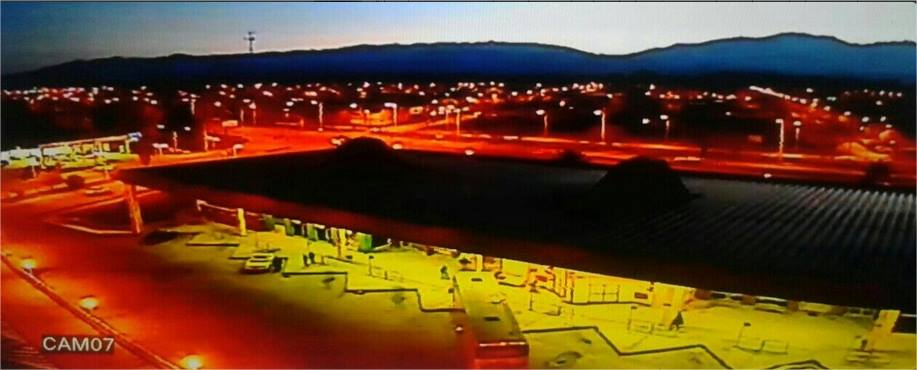
La terminal de Ómnibus de Eugenio Bustos y la Ciudad detrás.

Sobre la RN 40 se encuentra ubicada la terminal de ómnibus "Ing. Miguel Natalio Firpo" que conecta al Departamento de San Carlos con todos los puntos estratégicos de la Provincia: Ciudad de Tunuyán, Ciudad de Mendoza, San Rafael y otros importantes lugares de la región.
Además, el edificio es sede del Honorable Concejo Deliberante de San Carlos, órgano legislativo del Departamento conformado por 10 concejales representantes de todos los distritos, y uno de los dos poderes que forman parte del gobierno local.

## Deporte
En Eugenio Bustos hay dos clubes de importancia: Club Deportivo La Celia, y Club Cultural y Deportivo Eugenio Bustos. Ambos cuentan con un número importante de socios, piletas de natación en verano, y canchas de fútbol. Son sede, junto a otros clubes del departamento, de los torneos departamentales de fútbol que organiza la Liga Sancarlina de Fútbol, también ubicada en este distrito y asociada a la AFA.

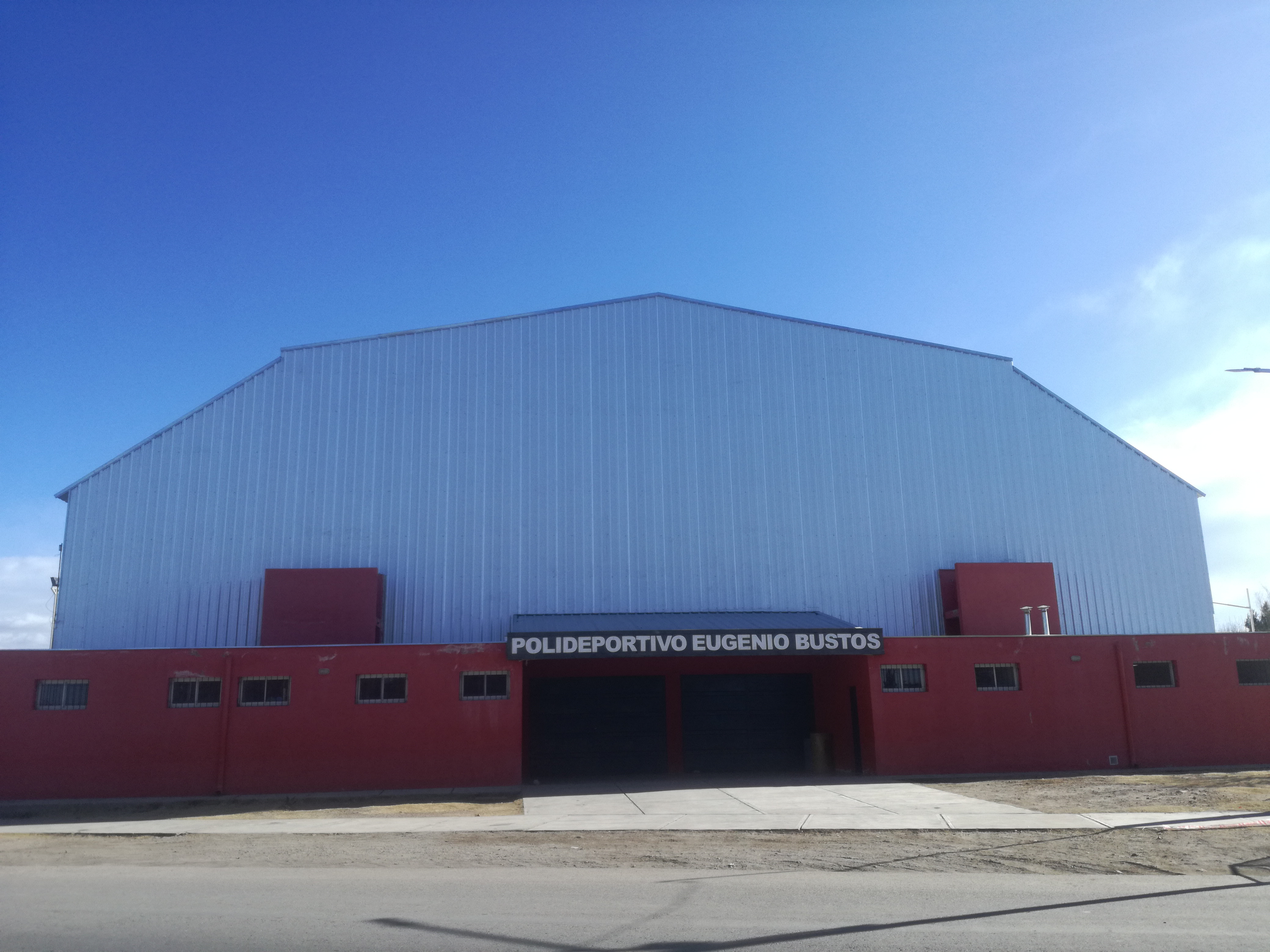
Polideportivo Eugenio Bustos

En 2018 se inauguró un nuevo edificio innovador, el polideportivo municipal Eugenio Bustos.

## Cultura
Si bien en Eugenio Bustos no se ha establecido festividad oficial alguna a lo largo de su historia, el pueblo es sede de distintos eventos socioculturales a lo largo del año: en enero ha tenido lugar el festival "San Carlos Dame Rock" en varias oportunidades. En abril, hay una importante movilización de personas para Semana Santa que incluyen representaciones teatrales generadas por grupos afines, procesiones, y recorridos de las Siete Iglesias. En mayo y julio, ha tocado a Eugenio Bustos albergar eventualmente desfiles cívicos-militares históricamente organizados por el gobierno municipal. En agosto, se multiplican por los barrios los tradicionales festejos por el Día del Niño. En septiembre, el distrito forma parte de los eventos generados para el Día de los Estudiantes, acogiendo la llamada Farándula, una serie de carros culturales, alegóricos o jocosos preparados por los distintos cursos de las escuelas secundarias. En octubre, tenía lugar el festival "Por un Cacho de Cultura" organizados por grupos no gubernamentales de la zona. En diciembre, tiene lugar la tradicional cena de fin de año, o "cena del pueblo". Se trata de un evento organizado por la Unión Vecinal de Eugenio Bustos que consiste en varias actuaciones de grupos folclóricos locales junto a una cena que se forma espontáneamente, o "a la canasta". Cada familia lleva lo que va a comer esa noche, y termina compartiendo con los conocidos de la zona. En verano se realizan eventos artísticos (organizados por grupos no gubernamentales)en la plaza donde participan bandas de diferentes estilos, grupos de danzas, entre otros.

## Espacios verdes
Destacan tres importantes espacios verdes en el distrito, que albergan una muestra de la diversidad de la flora y fauna de la zona: El Parque Central "Dr. Raúl Alfonsín" , la Plaza Distrital Domingo Faustino Sarmiento, y el Parque Recreativo e Histórico "UCO", que a menudo es escenario de diversos festivales y de ferias comerciales muy concurridas por personas de todo el departamento.

## Parroquias de la Iglesia Católica
| Arquidiócesis | Mendoza        |
| ------------- | -------------- |
| Parroquia     | San Juan Bosco |